# NGC 1120
NGC 1120 је елиптична галаксија у сазвежђу Еридан која се налази на NGC листи објеката дубоког неба.
Деклинација објекта је - 14° 28' 13" а ректасцензија 2h 49m 4,0s. Привидна величина (магнитуда) објекта NGC 1120 износи 13,6 а фотографска магнитуда 14,6. NGC 1120 је још познат и под ознакама IC 261, MCG -3-8-28, NPM1G -14.0136, PGC 10664.